# ACFフィオレンティーナ
ACFフィオレンティーナ (イタリア語: ACF Fiorentina) は、イタリアのトスカーナ州フィレンツェを本拠地とするサッカークラブである。

## 概要
クラブカラーからヴィオラ（イタリア語で「紫・菫色」）の愛称で呼ばれる。また、フィレンツェ市のシンボルである百合の紋章からジリアーティ（イタリア語で「百合の人」）とも呼ばれる。
クラブの全盛期にはリーグ戦、コッパ・イタリア、カップウィナーズカップなどで優勝を経験するなど、インテル、ミラン、ユヴェントス、ローマなどのトップグループに次ぐ強豪クラブとして確固たる地位を築いた。
1990年代中期以降もガブリエル・バティストゥータ、ルイ・コスタらを擁して上位に食い込んだ。
日本にもクラブ公認サポーターズクラブ「ヴィオラクラブ・ジャパン」が存在している。クラブとしても1997年から任天堂と2年間、1999年からTOYOTAと8年間（クラブ消滅により2002年からセリエAに復帰する2004年までは一時撤退）、2011年から2014年までMAZDAと3年間それぞれメインスポンサー契約を結んでおり、延べ10年以上に渡って日本企業をユニフォームの胸ロゴとしている他、2004年には中田英寿を獲得するなどしている。

## 歴史

### 創設から最初の全盛期まで

フロレンティア・ヴィオラ時代の紋章

旅先のイングランドで観たサッカーに魅了された創設者のルイジ・リドルフィ伯爵は、パレストラ・ジンナスティカ・リベルタス (Palestra Ginnastica Libertas) とクラブ・スポルティーヴォ・フィレンツェ (Club Sportivo Firenze) というフィレンツェの2つのサッカークラブを合併させて、1926年8月26日にACフィオレンティーナ (Associazione Calcistica Fiorentina) を創設した。初期のクラブカラーは紫ではなく、フィレンツェの市章と同じ赤と白のシャツを着ていた。
1930-31シーズンのセリエBで優勝して、1931-32シーズンよりセリエAに参加。1930年W杯優勝メンバーだったウルグアイ人FWペドロ・ペトローネがリーグ得点王となる活躍を見せ、セリエA初年度は18チーム中4位に食い込んだ。1931年9月13日にはホームスタジアムのスタディオ・アルテミオ・フランキ（当時はスタディオ・ジョヴァンニ・ベルタと呼称）が開場した。1938-39シーズンにセリエBへと降格したが、1シーズンでセリエAに復帰。1939-40シーズンのコッパ・イタリアではジェノアを決勝で破り、クラブ初タイトルを獲得した。
1950年代から1960年代にかけてクラブは全盛期を迎えた。初めてスクデットを獲得した1955-56シーズンは2位のACミランに勝ち点12差をつけての独走優勝だった。1956-57シーズンにはUEFAチャンピオンズカップで準優勝（優勝はレアル・マドリード）。1960-61シーズンにはUEFAカップウィナーズカップで優勝したが、これはイタリアのクラブにとって最初の欧州タイトルでもあった。

### チェッキ・ゴーリ時代

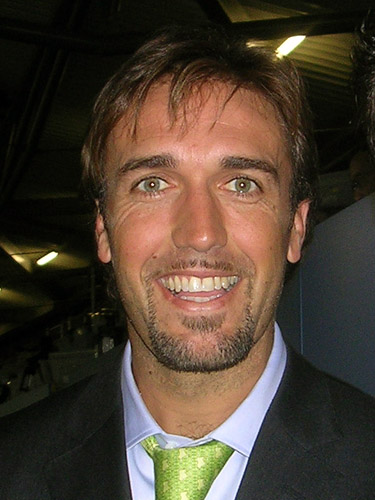
クラブの英雄バティストゥータ

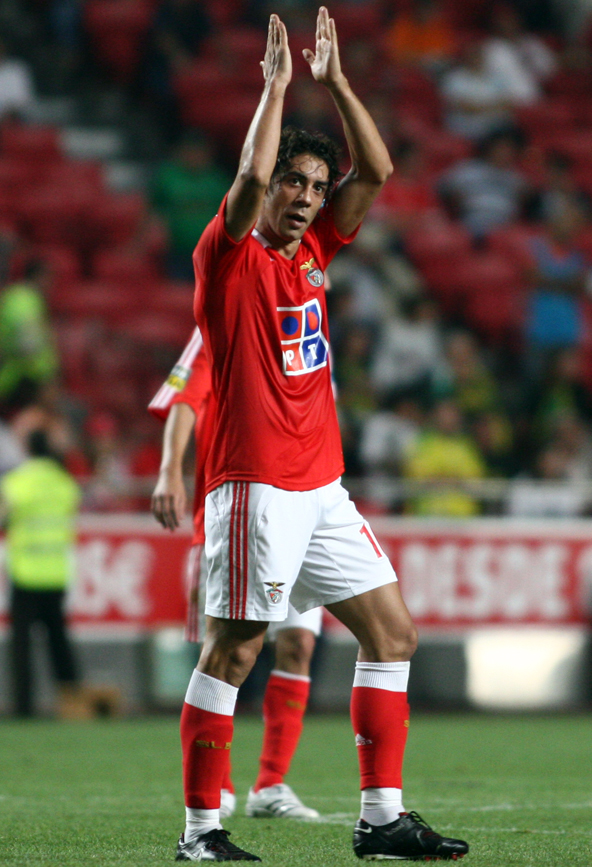
ルイ・コスタ

1980年にクラブを買収した宅建業者のフラヴィオ・ポンテッロは、1990年に人気選手のロベルト・バッジョをユヴェントスに売却したことでティフォージから大きな批判を浴びつつオーナーの座を追われた。
クラブ経営は映画王のマリオ・チェッキ・ゴーリが引き継ぎ、1991-92シーズン、ガブリエル・バティストゥータを獲得した。	1992-93シーズン、シュテファン・エッフェンベルク、ブライアン・ラウドルップ、フランチェスコ・バイアーノらを補強、前半戦こそ好成績を残し、一時は2位につけるも、ルイージ・ラディーチェ監督が21試合を残す中、会長と衝突して退任、またバティストゥータが何試合もノーゴールが続くなどもあり、1993-94シーズンに54年ぶりにセリエBへ降格した。マリオの没後は息子のヴィットーリオ・チェッキ・ゴーリが会長に就任した。
セリエB降格でも、クラウディオ・ラニエリが監督に就任してチームを立て直し、残留したアルゼンチン人FWガブリエル・バティストゥータの活躍もあり、1年でセリエAに復帰。セリエAに昇格した1994-95シーズンにルイ・コスタが加入、同シーズンはバティストゥータが26得点を挙げて得点王を獲得した。1996年にはコッパ・イタリアを制覇した。1997-98シーズン途中エジムンドが加入した。
1998-99シーズンは、ジョバンニ・トラパットーニが監督に就任、ユヴェントス時代に指導していたモレノ・トリチェッリ、ギジェルモ・アモール、ヨルク・ハインリヒらを補強、第20節まで首位を走るも、バティストゥータの負傷離脱もあり失速、最終的には首位から勝ち点差14の3位に終わった。
1999-00シーズン、エンリコ・キエーザ、アンジェロ・ディ・リービオ、プレドラグ・ミヤトビッチらを加えて優勝を目指したが、キエーザは怪我で、ミヤトビッチは4ゴールに終わり、リーグ7位に、チャンピオンズリーグは2次リーグ敗退に終わった。

### 経営破綻と4部降格
1999-2000シーズン終了後、トラパットーニが監督退任したことで、バティストゥータの移籍は決定的となりASローマへ移籍。絶対的なエースを失ったチームは、2000-01シーズンには9位と低迷する。ルイ・コスタをACミランへ放出した2001-02シーズンに至っては17位となり、2002年夏には親会社が破綻。1990年代後半における放漫経営の結果、2000年代に入ると主力選手を次々に放出したことで戦力ダウンして成績は下降した。
2002年、クラブは4部リーグ（セリエC2）に強制降格された。この結果、クラブは消滅し、「フィオレンティーナ」の名称の使用権も旧クラブの債権者に渡ってしまう。しかし、フィレンツェ財界とティフォージたちは新会社「フィオレンティーナ1926」を設立して新チーム フロレンティア・ヴィオラ (Florentia Viola) を結成 (フロレンティアはフィレンツェの古称である) 。フィオレンティーナ再建に取り組んだ。クラブの新オーナーには革靴ブランド企業家のディエゴ・デッラ・ヴァッレが就任した。

### セリエA復帰とカルチョ・スキャンダル
フロレンティア・ヴィオラは2002-03シーズン、主将のアンジェロ・ディ・リービオとエースストライカーのクリスティアン・リガノを中心に戦い、セリエC2を優勝。2003年には管財人より「フィオレンティーナ」の商標権を入札により250万ユーロで獲得し、2003-04シーズンからはACFフィオレンティーナ (ACF Fiorentina) として戦うことになった。また特例によりこのシーズンは3部ではなく2部のセリエBに編入された。
いきなり2つ上のリーグで戦うことになったフィオレンティーナは苦戦するも、リガノの得点力はセリエBでも群を抜いており、なんとかセリエA下位クラブとのプレーオフ権が与えられる6位を確保。プレーオフではリガノとディ・リーヴィオが故障で出場出来ないという危機的状況であったが、ACペルージャを下して3季ぶりにセリエAへ復帰することとなった。

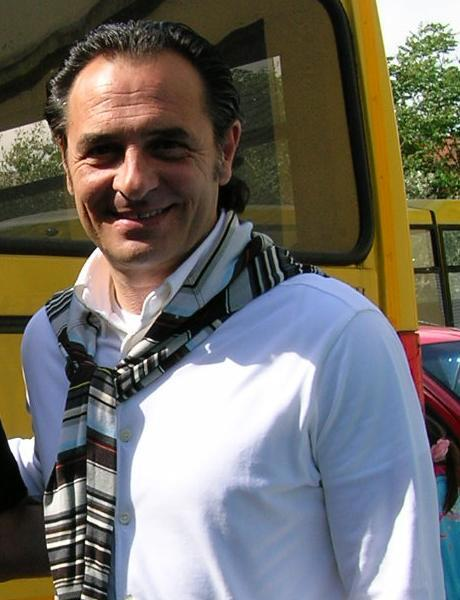
2000年代中盤の躍進を演出したプランデッリ監督

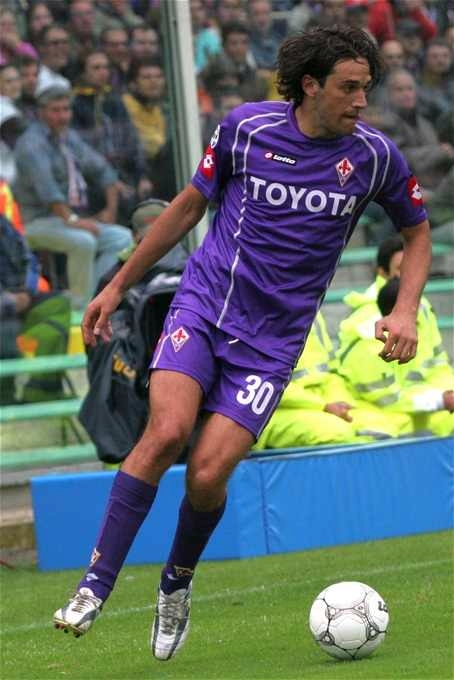
2005-2006シーズンに得点記録を樹立したルカ・トーニ

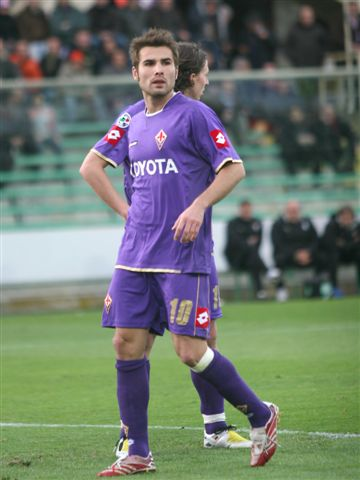
トーニ移籍後のエースストライカー、ムトゥ

2004-05シーズンには中田英寿やマルティン・ヨルゲンセン、トマーシュ・ウイファルシ、ジョルジョ・キエッリーニ、ファブリツィオ・ミッコリ、エンツォ・マレスカなどの有力選手を一気に獲得してセリエAを戦ったが、急造チーム故なかなか勝ち点を獲得出来ず、シーズンを通して残留争いをすることとなる。実はこの苦戦の裏には、ユヴェントスのオーナーが仕掛けた審判による八百長、いわゆるカルチョ・スキャンダルが存在していた（八百長に加わらないクラブに対しては不利な判定を下すというもの）。また、大型補強により加わった新加入の外国人選手達と、それにより出場機会を奪われたセリエB時代からクラブを支えていたと自負する一部のイタリア人選手達との間に軋轢が生じ、ロッカールームの空気もまとまりに欠けるものであった。結果、フィオレンティーナは最終節で勝たなければ再び降格という所まで追い詰められたが、アルテミオ・フランキで開催されたシーズン最終節ではディ・リーヴィオの活躍などもあり、残留を決めることとなった。このシーズンは16位でセリエAを終えた。
2005-06シーズンには、前年度の低迷を受けクラブは幹部の大刷新を行う。オーナー兼会長であったディエゴ・デッラ・ヴァッレは名誉会長に退き、実際的なクラブの舵取りは、副会長であった弟のアンドレア・デッラ・ヴァッレに譲りアンドレアが会長に就任。また当時レッチェの躍進を支えていたパンタレオ・コルヴィーノを新たにスポーツディレクターに迎え、夫人の看病のために監督業を休業していたチェーザレ・プランデッリを新体制の監督として招聘。クラブのプロジェクトも中長期的なものに変更し、2010年以降にスクデットを狙える「有望な若手選手と共に成長するクラブ」をスローガンとした。新体制の幹部は前年度に造反したとされる選手達を格安で放出し、新たにルカ・トーニ、ステファノ・フィオーレ、クリスティアン・ブロッキ、セバスティアン・フレイなどのベテラン選手やプランデッリ監督の元教え子を集め、また無名の有望選手を発掘することに長けたコルヴィーノはアレッサンドロ・ガンベリーニ、リッカルド・モントリーヴォ、マヌエル・パスクアルらの若手選手に投資した。このシーズンは前年に獲得した選手たちが漸くまとまってきたことに加え、新加入のルカ・トーニの大活躍もあってクラブは躍進し、チャンピオンズリーグ出場権が与えられる4位となった。
ユヴェントス、ミラン、ラツィオと同様に、セリエAの八百長問題に関わったとして、2006年7月14日に「セリエB降格および勝ち点-12点からのリーグ戦開始」との判決が下された。同年7月25日の控訴審判決において、セリエA残留で2006-07シーズンは－19点からのスタート、2005-06シーズンの勝ち点－30点の判決が下った（カルチョ・スキャンダルの項を参照）。この判決を不服とした一部サポーターがフーリガン化し、フィレンツェ周辺の鉄道を一時不法占拠する事態にまで発展した。

### カルチョ・スキャンダルを越えて
勝ち点の大幅剥奪から始まった2006-07シーズンであったが、トーニの破壊力は健在であり、クラブは連戦連勝、勝ち点剥奪がなければチャンピオンズリーグ圏内のリーグ3位（最終順位は5位）というシーズンとなった。またシーズン中にレギュラーポジションを獲得し成長したアレッサンドロ・ガンベリーニやゴールキーパーのセバスティアン・フレイを中心とした守備陣も奮闘し、チームはリーグ最少失点でシーズンを終えた。トーニはこのシーズン限りでバイエルン・ミュンヘンに去ったが、長い放浪の末フィオレンティーナでかつての輝きを取り戻したアドリアン・ムトゥ、チェーザレ・プランデッリ監督就任以降じっくりと育ててきた若手のジャンパオロ・パッツィーニやモントリーヴォがクラブの屋台骨を支える存在へと成長し、2007-08シーズンはリーグ戦4位、UEFAカップ準決勝進出というセリエA復帰後最高の成績で終わった。
2008-09シーズンはUEFAチャンピオンズリーグに出場するにあたり、大型補強を敢行する。アルベルト・ジラルディーノ、ステヴァン・ヨヴェティッチ、フアン・マヌエル・バルガス、フェリペ・メロなどの高額移籍金選手に投資した。かつての恩師の下で復活を果たしたジラルディーノや、ブラジル代表に初選出される程の存在感を示したフェリペ・メロら新戦力の活躍もあり、チャンピオンズリーグとの二足の草鞋にも耐え2年連続でリーグ戦を4位で終える。一方で大型補強の煽りを受け出場機会を減らした若手選手が不満を訴え、クラブはパッツィーニやパブロ・ダニエル・オスヴァルドらの有望若手選手数人を手放すことになる。9シーズンぶりに参加したチャンピオンズリーグでは予備予選を勝ち抜き本大会に出場するが、バイエルン・ミュンヘン、オリンピック・リヨンらに退けられ、グループリーグで敗退した。
2009-10シーズンには昨年活躍したメロの他、ズドラヴコ・クズマノヴィッチ、フランコ・セミオーリらを放出するも、思うように補強が進まず不安を抱えたままシーズンをスタートする。しかしながらチャンピオンズリーグではスポルティングCPとのプレーオフをアウェーゴールの差で辛くも突破し、続くグループリーグではヨヴェティッチらの活躍もありリヴァプールに連勝。昨年苦杯を呈したオリンピック・リヨンらを抑え首位で通過する。迎えた決勝トーナメント1回戦ではバイエルン・ミュンヘンと対戦。ファーストレグでは試合終了間際オフサイドポジションに居たミロスラフ・クローゼのゴールが認められる誤審もあり、トータルスコア4-4ながらもアウェーゴールの差で大会を去ることとなった。一方リーグ戦ではカップ戦での疲労もあってか不安定な戦いが続き、中位から下位を彷徨うことになる。冬には主将を務めていたダリオ・ダイネッリがジェノアに移籍、更にムトゥのドーピング陽性反応が発覚。これによりで同選手は9ヶ月の出場停止を言い渡されることになる。これらがチームのさらなるモチベーション低下に大きく影響したと見られ、その後もチームの調子は上がらず最終的にリーグを11位で終え、3年ぶりに欧州カップ戦の舞台から姿を消すこととなった。
2010-11シーズンは開幕前にヨヴェティッチが負傷で長期離脱が決定。出場停止のムトゥと併せ2大エースを欠いたままリーグ開幕を迎えたチームはその後も負傷者が相次ぎ、一時はリーグ最下位まで低迷する。しかしながら先述の両エースの戦線復帰に伴いチームは徐々に復調。最終的には降格圏の18位に勝ち点15差を付けリーグ9位でシーズンを終えた。
2011-12シーズンは開幕10試合で3勝4敗3分の成績不振からシニシャ・ミハイロヴィチが2011年11月6日のキエーヴォ戦に敗れた翌日、解任された。後任にはデリオ・ロッシが就任し、3バックに切り替えるなどしたものの、成績は上昇せず、終盤戦には残留争いに巻き込まれた。冬にはアマウリをユヴェントスから獲得したものの、1ゴールと完全な期待外れだった。2012年5月2日のノヴァーラ戦では、前半32分に途中交代を命じられたことに腹を立て、皮肉を込めた拍手をしたアデム・リャイッチにロッシが殴りかかり、試合後ロッシは解任された。後任にはチームマネジャーを務めていたヴィンチェンツォ・グエリーニが就任。残り2試合を指揮した。昨シーズン公式戦出場ゼロだったヨヴェティッチが14ゴールを決めてひとり気を吐くも、最終的には13位で終える。また、この年のシーズン終了後SDを務めたコルヴィーノが任期満了により退任した。

### コルヴィーノの退任とモンテッラによる改革

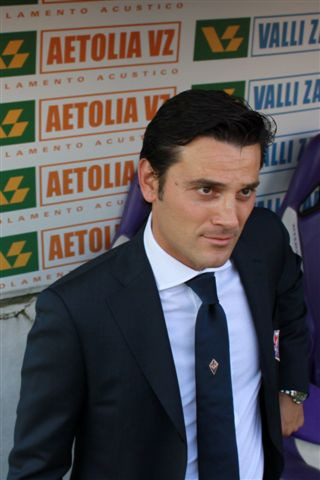
名門を再建したモンテッラ監督

2012-13シーズンは前シーズン攻撃的なサッカーでカターニアを躍進させたヴィンチェンツォ・モンテッラを新監督に迎えた。ナスタシッチ、ガンベリーニ、ベーラミを放出した一方、レンタルバックを含め15人もの補強を敢行。フアン・クアドラード、ボルハ・バレロ、ゴンサロ・ロドリゲス、アルベルト・アクイラーニ、ダビド・ピサーロ、ステファン・サヴィッチら新加入の選手が多く主力を担った。冬の移籍市場ではジュゼッペ・ロッシも獲得している。シーズンではピサーロ、バレーロ、アクイラーニらを中心とした攻撃的なポゼッションサッカーを展開。ヨヴェティッチ、リャイッチらの活躍もあり、得点数リーグ1位のナポリと1点差の72得点を記録。最終的にはチャンピオンズリーグ出場権は逃したが4位に入り、ヨーロッパリーグ出場権を獲得した。
2013-14シーズンはエースのヨヴェティッチがマンチェスター・シティFCに移籍、リャイッチもASローマに移籍。しかしマラガからホアキン・サンチェス、ACミランからマッシモ・アンブロジーニ、バイエルン・ミュンヘンからマリオ・ゴメス、パレルモからヨシップ・イリチッチら有力選手を獲得。新加入のマリオ・ゴメスの活躍が期待されていたが早々に故障。代わりにジュゼッペ・ロッシが開幕から前半戦はセリエＡ得点ランキングで首位を走るなど際立った活躍を見せた。ロッシは2014年初に故障したもののクアドラードなどの活躍でチームも好調を保ち、リーグ戦は前年と同じ4位で終わってヨーロッパリーグ出場権を獲得。コッパ・イタリアは決勝でSSCナポリに敗れて準優勝、ヨーロッパリーグはラウンド16でユヴェントスFCに敗れてベスト16で終わった。シーズン途中にマンチェスター・ユナイテッドFCからアンデルソン、ACミランからアレッサンドロ・マトリをどちらも期限付き移籍で獲得（シーズン終了後に復帰）。
2014-15シーズン開幕前、アンブロジーニが契約満了につき引退、ラファウ・ヴォルスキがFCバーリ1908へ期限付き移籍。ムニル・エル・ハムダウィが期限付き移籍していたマラガCFから復帰。チェルシーFC（2013-14シーズンはセビージャFCに期限付き移籍）からマルコ・マリン、マンチェスター・シティからマイカ・リチャーズが期限付き移籍で加入。ミラン・バデリがハンブルガーSVから完全移籍。と例年に比べて動きの少ないオフシーズンとなった。開幕前の練習中にロッシがまたしても故障してシーズン全ての離脱となる。これを初めとして攻撃陣に負傷者が非常に多く、前半戦は中位をさまようこととなる。冬の市場でFWの穴を埋めるために広州恒大からアレッサンドロ・ディアマンティ、アルベルト・ジラルディーノをどちらも期限付きで獲得。クアドラードがチェルシーFCへ移籍したが、同じチェルシーからエジプト代表モハメド・サラーを期限付きで獲得。加入直後はサラーが出色の活躍を見せたものの元イタリア代表の二人は期待に応えられず苦戦が続いたが、上位が落ちてきたこともあって最終戦で去年と同じ4位に滑り込み、EL出場権を獲得した。しかしチーム得点王がイリチッチの8点、2位タイの7点の中にDFのゴンサロ・ロドリゲスがいるという攻撃陣の不甲斐なさが目立ったシーズンとなった。ヨーロッパリーグは準決勝で前年度優勝（この大会でも優勝している）のセビージャFCに敗れてベスト4、コッパ・イタリアも準決勝でユヴェントスに敗れてベスト4に終わった。シーズン終了後に意見の相違などからモンテッラ監督を解任。スイス王者FCバーゼル監督であったパウロ・ソウザが新監督に就任。
2015-16シーズン、GKでは正GKのネトがユベントスへ、ロサーティはペルージャ・カルチョへ移籍し、クリスティアーノ・ルパテッリは引退した。DFではマイカ・リチャーズはマンチェスター・シティへ復帰。ステファン・サヴィッチがマリオ・スアレスとの交換トレードの形でアトレティコ・マドリードへ、ミケーレ・カンポレーゼはエンポリへ移籍。MFではモハメド・サラーがチェルシー復帰（のちにローマに期限付き移籍）、ホアキン・サンチェスとフアン・マヌエル・バルガスがレアル・ベティスへ、アルベルト・アクイラーニがスポルティングCPへ移籍。FWではマリオ・ゴメスがベシクタシュJKへ移籍した。これに代わってFWニコラ・カリニッチ、ジョアン・ベルドゥ、DFダヴィデ・アストーリ、ジウベルト・ジュニオール、GKルイージ・セーペなどを獲得し、多数の選手の入れ替えが行われた。チームはシーズン開幕から好調を維持し、第7節でアタランタを3-0で下し約16年ぶりにリーグ首位に立った。しかし第13節でエンポリと引き分け首位を明け渡すと徐々に調子を落とし、2016年1月からの23試合では僅か7勝と大苦戦。結局この年もCL出場権を得たユーベ、ローマ、ナポリの3チームからは1つも勝ち星を得ることができず、5位でシーズンを終えることとなった。カップ戦においてはコパ・イタリア初戦でカルピに、ELは決勝トーナメント一回戦でトッテナムに敗れ、大会を後にした。またシーズン終了後にはチームに11年間在籍しキャプテンを務めたマヌエル・パスクアルが契約満了により退団、後にエンポリに加入した。
2017-18シーズンはゴンサロ・ロドリゲス、フェデリコ・ベルナルデスキ、ヨシップ・イリチッチ、チプリアン・タタルシャヌ、マティアス・ベシーノ、ボルハ・バレロら主力が多く退団した。2018年3月4日キャプテンのダヴィデ・アストーリが遠征先ウーディネのホテルで心臓発作により急死した。カリアリと共にアストーリが背負った13番は永久欠番となった。リーグ戦は8位でフィニッシュ。コッパ・イタリアは準々決勝でラツィオに敗れた。
2018-19シーズンはヘルマン・ペッセージャ、クリスティアーノ・ビラーギ、エジミウソン・フェルナンデス等を獲得した。リーグ戦は第8節から第15節まで勝利なし。年明け以降、やや回復するも第25節からまたも白星から見放され、第31節に降格圏のフロジノーネにも敗れたことでフロント陣に緊急会議が行われた。ステファノ・ピオリ監督を続投させる方針であったがピオリが辞任を申し入れたため4月9日に契約を解除した。フリーになっていたヴィンチェンツォ・モンテッラを監督に再招聘したが残りのリーグ戦は未勝利で7シーズンぶりに10位以下の16位となった。コッパ・イタリアは準決勝でアタランタに敗れた。

### 新オーナー誕生
2019年6月6日、デッラ・ヴァッレ会長はケーブルテレビ会社メディア・コムを営むアメリカ系イタリア人ロッコ・コンミッソにクラブを売却。17年間の運営に終止符を打った。
2019-20シーズン、バイエルン・ミュンヘンを退団しフリーになっていたフランク・リベリーを獲得した他、エリック・プルガル、マルティン・カセレス等を獲得。第11節終了時点で4勝4分3敗の8位につけていたが第12節にカリアリに2-5の3点差で負けてから勝利に見放され第17節ローマ戦を1-4の3点差で落としたことでモンテッラは解任された。ジュゼッペ・イアキーニが後任に就いて以降はコロナ禍によるリーグ中断もありながら8勝8分5敗で10位でシーズンを終了した。コッパ・イタリアは準々決勝でインテルに敗れた。
2020-21シーズン、ジャコモ・ボナヴェントゥーラ、ホセ・カジェホン、ボルハ・バレロをフリーで獲得。バレロは3年ぶりの復帰となる。ジョルダン・ヴェレトゥとジョバンニ・シメオネをそれぞれレンタル先のローマとカリアリに売却した。シーズンが開幕しリーグ戦3試合を消化した矢先の10月5日、クラブの象徴と化していたフェデリコ・キエーザがユヴェントスにレンタルで移籍。ロベルト・バッジョ、フェデリコ・ベルナルデスキに続き三度イタリア人でクラブの象徴的選手をユヴェントスに引き抜かれ一部のファンは怒りを露わにした。第7節終了時点で負けが先行し11月9日にイアキーニを解任し2000年代後半に一時代を築いたプランデッリを招聘。過去ジラルディーノ、ムトゥ、トーニ、パッツィーニ、ヨヴェティッチらストライカーを覚醒させたその手腕でチームの現ストライカードゥシャン・ヴラホヴィッチを覚醒させ、第14節に敵地でユヴェントスを3-0で破る等印象的な出来事を起こすも成績自体は向上せず3月23日、プランデッリから辞任を申し入れられた。これを受けイアキーニを呼び戻した。リーグ戦は13位でフィニッシュ。コッパ・イタリアはラウンド16で前シーズンと同じくインテルに敗北。
3シーズン連続でリーグ戦をボトムハーフで終えたクラブは5月25日に2021-22シーズンからの監督にナポリを退任したジェンナーロ・ガットゥーゾの招聘を発表し再起を図るも、フロント陣と対立し23日後の6月17日にガットゥーゾは退任した。6月30日、スペツィア・カルチョと契約延長して間もないヴィンチェンツォ・イタリアーノ監督を引き抜いた。移籍市場ではニコラス・ゴンサレス、マティヤ・ナスタシッチ、ユスフ・マレーを獲得。ルーカス・トレイラとアルバロ・オドリオソラをレンタルで迎え入れた。リーグ戦は昨シーズン覚醒したドゥシャン・ヴラホヴィッチが躍動。10勝2分7敗の7位と過去3シーズンにはなかった好成績で年明けを迎える。第18節に引き分けるまで引き分け試合がなかった。冬の移籍市場では万が一得点ランク1位のヴラホヴィッチを引き抜かれた時に備えリールからジョナタン・イコネを完全移籍で、過去セリエAで飛躍と挫折を味わったクシシュトフ・ピョンテクをレンタルで獲得しFW陣の強化を行った。2022年1月28日、ヴラホヴィッチはユヴェントスに移籍。後釜としてスイスのバーゼルからFWアルトゥール・カブラルを獲得した。コッパ・イタリアは準決勝でユヴェントスにベルナルデスキのゴール含む0-3で敗戦したが、リーグ最終節に同チームを2-0で下しUEFAヨーロッパカンファレンスリーグへの切符を獲得できる7位でフィニッシュ。6年ぶりにヨーロッパカップへの挑戦権を手にした。
2022-23シーズン、一定の貢献を果たしたオドリオソラ、トレイラ、ピョンテクらレンタル加入選手であったがいずれも買取は行われなかった。その穴を埋められる選手としてドド、ロランド・マンドラゴラ、ルカ・ヨヴィッチを獲得した。また、ユース時代に在籍したピエルルイジ・ゴッリーニがレンタルで加入。ユヴェントスにレンタル中のキエーザは完全移籍に切り替わり、プルガルがフラメンゴに、バルトウォミェイ・ドロンゴフスキがスペツィアに移籍。カンファレンスリーグでは、決勝まで進むもウェストハムに敗れた。
2023-24シーズン、カンファレンスリーグでは昨年に続いて決勝に進出したが、地元オリンピアコスに敗れて、2年連続の準優勝となった。

## タイトル

### 国内タイトル
- セリエA：2回 
  - 1955-56, 1968-69

- コッパ・イタリア：6回 
  - 1939-40, 1960-61, 1965-66, 1974-75, 1995-96, 2000-01

- スーペルコッパ・イタリアーナ：1回 
  - 1996

### 国際タイトル
- UEFAカップウィナーズカップ：1回 
  - 1960-61

## 過去の成績
| シーズン | リーグ戦     | リーグ戦 | リーグ戦 | リーグ戦 | リーグ戦 | リーグ戦 | リーグ戦 | リーグ戦 | リーグ戦 | コッパ・イタリア | 欧州カップ | 欧州カップ   |
| シーズン | ディビジョン | 試       | 勝       | 分       | 敗       | 得       | 失       | 点       | 順位     | コッパ・イタリア | 欧州カップ | 欧州カップ   |
| -------- | ------------ | -------- | -------- | -------- | -------- | -------- | -------- | -------- | -------- | ---------------- | ---------- | ------------ |
| 1945-46  | セリエA      | 20       | 10       | 3        | 7        | 32       | 16       | 23       | 5位      |                  |            |              |
| 1946-47  | セリエA      | 38       | 10       | 12       | 16       | 46       | 69       | 32       | 17位     |                  |            |              |
| 1947-48  | セリエA      | 40       | 18       | 5        | 17       | 49       | 55       | 41       | 7位      |                  |            |              |
| 1948-49  | セリエA      | 38       | 15       | 8        | 15       | 51       | 60       | 38       | 10位     |                  |            |              |
| 1949-50  | セリエA      | 38       | 18       | 8        | 12       | 76       | 57       | 44       | 5位      |                  |            |              |
| 1950-51  | セリエA      | 38       | 18       | 8        | 12       | 52       | 42       | 44       | 5位      |                  |            |              |
| 1951-52  | セリエA      | 38       | 17       | 9        | 12       | 52       | 38       | 43       | 4位      |                  |            |              |
| 1952-53  | セリエA      | 34       | 11       | 11       | 12       | 31       | 47       | 33       | 7位      |                  |            |              |
| 1953-54  | セリエA      | 34       | 15       | 14       | 5        | 45       | 27       | 44       | 4位      |                  |            |              |
| 1954-55  | セリエA      | 34       | 14       | 11       | 9        | 49       | 48       | 39       | 5位      |                  |            |              |
| 1955-56  | セリエA      | 34       | 20       | 13       | 1        | 59       | 20       | 53       | 1位      |                  |            |              |
| 1956-57  | セリエA      | 34       | 16       | 10       | 8        | 55       | 40       | 43       | 2位      |                  | EC         | 準優勝       |
| 1957-58  | セリエA      | 34       | 16       | 11       | 7        | 56       | 36       | 43       | 2位      | 準優勝           |            |              |
| 1958-59  | セリエA      | 34       | 20       | 9        | 5        | 95       | 35       | 49       | 2位      | 準々決勝敗退     |            |              |
| 1959-60  | セリエA      | 34       | 20       | 7        | 7        | 68       | 31       | 47       | 2位      | 準優勝           |            |              |
| 1960-61  | セリエA      | 34       | 13       | 11       | 10       | 46       | 34       | 37       | 7位      | 優勝             | CWC        | 優勝         |
| 1961-62  | セリエA      | 34       | 19       | 8        | 7        | 57       | 32       | 46       | 3位      | ベスト16         | CWC        | 準優勝       |
| 1962-63  | セリエA      | 34       | 15       | 8        | 11       | 52       | 32       | 38       | 6位      | 2回戦敗退        |            |              |
| 1963-64  | セリエA      | 34       | 14       | 10       | 10       | 43       | 27       | 38       | 4位      | 準決勝敗退       |            |              |
| 1964-65  | セリエA      | 34       | 16       | 9        | 9        | 52       | 37       | 41       | 5位      | 1回戦敗退        |            |              |
| 1965-66  | セリエA      | 34       | 16       | 11       | 7        | 45       | 22       | 43       | 4位      | 優勝             |            |              |
| 1966-67  | セリエA      | 34       | 15       | 13       | 6        | 53       | 29       | 43       | 5位      | 準々決勝敗退     | CWC        | 1回戦敗退    |
| 1967-68  | セリエA      | 30       | 13       | 9        | 8        | 35       | 23       | 35       | 4位      | ベスト16         |            |              |
| 1968-69  | セリエA      | 30       | 16       | 13       | 1        | 38       | 18       | 45       | 1位      | GS敗退           |            |              |
| 1969-70  | セリエA      | 30       | 15       | 6        | 9        | 40       | 33       | 36       | 5位      | 準々決勝敗退     | EC         | 準々決勝敗退 |
| 1970-71  | セリエA      | 30       | 3        | 19       | 8        | 26       | 32       | 25       | 13位     | GS敗退           |            |              |
| 1971-72  | セリエA      | 30       | 12       | 12       | 6        | 28       | 20       | 36       | 6位      | 2回戦敗退        |            |              |
| 1972-73  | セリエA      | 30       | 16       | 5        | 9        | 39       | 26       | 37       | 4位      | 1回戦敗退        | UC         | 2回戦敗退    |
| 1973-74  | セリエA      | 30       | 10       | 13       | 7        | 32       | 26       | 33       | 6位      | 1回戦敗退        | UC         | 1回戦敗退    |
| 1974-75  | セリエA      | 30       | 9        | 13       | 8        | 31       | 27       | 31       | 8位      | 優勝             |            |              |
| 1975-76  | セリエA      | 30       | 9        | 9        | 12       | 39       | 39       | 27       | 9位      | 2回戦敗退        | CWC        | 2回戦敗退    |
| 1976-77  | セリエA      | 30       | 12       | 11       | 7        | 38       | 31       | 35       | 3位      | 1回戦敗退        |            |              |
| 1977-78  | セリエA      | 30       | 7        | 11       | 12       | 28       | 37       | 25       | 13位     | 2回戦敗退        | UC         | 1回戦敗退    |
| 1978-79  | セリエA      | 30       | 10       | 12       | 8        | 26       | 26       | 32       | 7位      | 1回戦敗退        |            |              |
| 1979-80  | セリエA      | 30       | 11       | 11       | 8        | 33       | 27       | 33       | 5位      | 1回戦敗退        |            |              |
| 1980-81  | セリエA      | 30       | 9        | 14       | 7        | 28       | 25       | 32       | 5位      | 準々決勝敗退     |            |              |
| 1981-82  | セリエA      | 30       | 17       | 11       | 2        | 48       | 14       | 45       | 2位      | 準々決勝敗退     |            |              |
| 1982-83  | セリエA      | 30       | 12       | 10       | 8        | 36       | 25       | 34       | 5位      | 1回戦敗退        | UC         | 1回戦敗退    |
| 1983-84  | セリエA      | 30       | 12       | 12       | 6        | 48       | 31       | 36       | 3位      | 準々決勝敗退     |            |              |
| 1984-85  | セリエA      | 30       | 8        | 13       | 9        | 33       | 31       | 29       | 9位      | 準決勝敗退       | UC         | 2回戦敗退    |
| 1985-86  | セリエA      | 30       | 10       | 13       | 7        | 29       | 23       | 33       | 4位      | 準決勝敗退       |            |              |
| 1986-87  | セリエA      | 30       | 8        | 10       | 12       | 30       | 35       | 26       | 10位     | GS敗退           | UC         | 1回戦敗退    |
| 1987-88  | セリエA      | 30       | 9        | 10       | 11       | 29       | 33       | 28       | 8位      | ベスト16         |            |              |
| 1988-89  | セリエA      | 34       | 12       | 10       | 12       | 44       | 43       | 34       | 7位      | 準々決勝敗退     |            |              |
| 1989-90  | セリエA      | 34       | 7        | 14       | 13       | 41       | 42       | 28       | 12位     | GS敗退           | UC         | 準優勝       |
| 1990-91  | セリエA      | 34       | 8        | 15       | 11       | 40       | 34       | 31       | 12位     | 3回戦敗退        |            |              |
| 1991-92  | セリエA      | 34       | 10       | 12       | 12       | 44       | 41       | 32       | 12位     | ベスト16         |            |              |
| 1992-93  | セリエA      | 34       | 8        | 14       | 12       | 53       | 56       | 30       | 16位     | ベスト16         |            |              |
| 1993-94  | セリエB      | 38       | 17       | 16       | 5        | 53       | 19       | 50       | 1位      | ベスト16         |            |              |
| 1994-95  | セリエA      | 34       | 12       | 11       | 11       | 61       | 57       | 47       | 10位     | 準々決勝敗退     |            |              |
| 1995-96  | セリエA      | 34       | 17       | 8        | 9        | 53       | 41       | 59       | 4位      | 優勝             |            |              |
| 1996-97  | セリエA      | 34       | 10       | 15       | 9        | 46       | 41       | 45       | 9位      | ベスト16         | CWC        | 準決勝敗退   |
| 1997-98  | セリエA      | 34       | 15       | 12       | 7        | 65       | 36       | 57       | 5位      | 準々決勝敗退     |            |              |
| 1998-99  | セリエA      | 34       | 16       | 8        | 10       | 55       | 41       | 56       | 3位      | 準優勝           | UC         | 2回戦敗退    |
| 1999-00  | セリエA      | 34       | 13       | 12       | 9        | 48       | 38       | 51       | 7位      | 準々決勝敗退     | UCL        | 2次GS敗退    |
| 2000-01  | セリエA      | 34       | 10       | 13       | 11       | 53       | 52       | 43       | 9位      | 優勝             | UC         | 1回戦敗退    |
| 2001-02  | セリエA      | 34       | 5        | 7        | 22       | 29       | 63       | 22       | 17位     | 2回戦敗退        | UC         | 3回戦敗退    |
| 2002-03  | セリエC2     | 34       | 20       | 10       | 4        | 56       | 20       | 70       | 1位      |                  |            |              |
| 2003-04  | セリエB      | 46       | 19       | 16       | 11       | 53       | 48       | 73       | 6位      |                  |            |              |
| 2004-05  | セリエA      | 38       | 9        | 15       | 14       | 42       | 50       | 42       | 16位     | 準々決勝敗退     |            |              |
| 2005-06  | セリエA      | 38       | 22       | 8        | 8        | 66       | 41       | 44       | 9位      | ベスト16         |            |              |
| 2006-07  | セリエA      | 38       | 21       | 10       | 7        | 62       | 31       | 58       | 6位      | 2回戦敗退        |            |              |
| 2007-08  | セリエA      | 38       | 19       | 9        | 10       | 55       | 39       | 66       | 4位      | 準々決勝敗退     | UC         | 準決勝敗退   |
| 2008-09  | セリエA      | 38       | 21       | 5        | 12       | 53       | 38       | 68       | 4位      | ベスト16         | UCL        | GS敗退       |
| 2008-09  | セリエA      | 38       | 21       | 5        | 12       | 53       | 38       | 68       | 4位      | ベスト16         | UC         | ベスト32     |
| 2009-10  | セリエA      | 38       | 13       | 8        | 17       | 48       | 47       | 47       | 11位     | 準決勝敗退       | UCL        | ベスト16     |
| 2010-11  | セリエA      | 38       | 12       | 15       | 11       | 49       | 44       | 51       | 9位      | ベスト16         |            |              |
| 2011-12  | セリエA      | 38       | 11       | 13       | 14       | 37       | 43       | 46       | 13位     | ベスト16         |            |              |
| 2012-13  | セリエA      | 38       | 21       | 7        | 9        | 72       | 44       | 70       | 4位      | 準々決勝敗退     |            |              |
| 2013-14  | セリエA      | 38       | 19       | 8        | 11       | 65       | 44       | 65       | 4位      | 準優勝           | UEL        | ベスト16     |
| 2014-15  | セリエA      | 38       | 18       | 10       | 10       | 61       | 46       | 64       | 4位      | 準決勝敗退       | UEL        | 準決勝敗退   |
| 2015-16  | セリエA      | 38       | 18       | 10       | 10       | 60       | 42       | 64       | 5位      | ベスト16         | UEL        | ベスト32     |
| 2016-17  | セリエA      | 38       | 16       | 12       | 10       | 63       | 57       | 60       | 8位      | 準々決勝敗退     | UEL        | ベスト32     |
| 2017-18  | セリエA      | 38       | 16       | 9        | 13       | 54       | 46       | 57       | 8位      | 準々決勝敗退     |            |              |
| 2018-19  | セリエA      | 38       | 8        | 17       | 13       | 47       | 45       | 41       | 16位     | 準決勝敗退       |            |              |
| 2019-20  | セリエA      | 38       | 12       | 13       | 13       | 51       | 48       | 49       | 10位     | 準々決勝敗退     |            |              |
| 2020-21  | セリエA      | 38       | 9        | 13       | 16       | 47       | 59       | 40       | 13位     | ベスト16         |            |              |
| 2021-22  | セリエA      | 38       | 19       | 5        | 14       | 59       | 51       | 62       | 7位      | 準決勝敗退       |            |              |
| 2022-23  | セリエA      | 38       | 15       | 11       | 12       | 53       | 43       | 56       | 8位      | 準優勝           | UECL       | 準優勝       |
| 2023-24  | セリエA      | 38       | 17       | 9        | 12       | 61       | 45       | 60       | 8位      | 準決勝敗退       | UECL       | 準優勝       |
| 2024-25  | セリエA      | 38       | 19       | 8        | 11       | 60       | 41       | 65       | 6位      | ベスト16         | UECL       | ベスト4      |

## 欧州の成績

### 1956-2000
| シーズン | 大会 | ラウンド | 対戦相手 | ホーム | アウェー | 合計 |  |
| -------- | ---- | -------- | -------- | ------ | -------- | ---- |  |

### 2000-
| シーズン | 大会                               | ラウンド       | 対戦相手                         | ホーム       | アウェー     | 合計        |  |
| -------- | ---------------------------------- | -------------- | -------------------------------- | ------------ | ------------ | ----------- |  |
| 2000-01  | UEFAカップ                         | 1回戦          | チロル・インスブルック           | 2-2          | 1-3          | 3-5         |  |
| 2001-02  | UEFAカップ                         | 1回戦          | ドニプロ                         | 2-1          | 0-0          | 2-1         |  |
| 2001-02  | UEFAカップ                         | 2回戦          | チロル・インスブルック           | 2-0          | 2-2          | 4-2         |  |
| 2001-02  | UEFAカップ                         | 3回戦          | リール                           | 0-1          | 0-2          | 0-3         |  |
| 2007-08  | UEFAカップ                         | 1回戦          | フローニンゲン                   | 1-1 (a.e.t.) | 1-1          | 2-2 (4-3 p) |  |
| 2007-08  | UEFAカップ                         | グループC      | ビジャレアル                     | N/A          | 1-1          | 2位         |  |
| 2007-08  | UEFAカップ                         | グループC      | エルフスボリ                     | 6-1          | N/A          | 2位         |  |
| 2007-08  | UEFAカップ                         | グループC      | AEKアテネ                        | N/A          | 1-1          | 2位         |  |
| 2007-08  | UEFAカップ                         | グループC      | ムラダー・ボレスラフ             | 2-1          | N/A          | 2位         |  |
| 2007-08  | UEFAカップ                         | ラウンド32     | ローゼンボリ                     | 2-1          | 1-0          | 3-1         |  |
| 2007-08  | UEFAカップ                         | ラウンド16     | エヴァートン                     | 2-0          | 0-2 (a.e.t.) | 2-2 (5-4 p) |  |
| 2007-08  | UEFAカップ                         | 準々決勝       | PSV                              | 1-1          | 2-0          | 3-1         |  |
| 2007-08  | UEFAカップ                         | 準決勝         | レンジャーズ                     | 0-0 (a.e.t.) | 0-0          | 0-0 (3-4 p) |  |
| 2008-09  | UEFAチャンピオンズリーグ           | 予選3回戦      | スラヴィア・プラハ               | 2-0          | 0-0          | 2-0         |  |
| 2008-09  | UEFAチャンピオンズリーグ           | グループF      | リヨン                           | 1-2          | 2-2          | 3位         |  |
| 2008-09  | UEFAチャンピオンズリーグ           | グループF      | FCSB                             | 0-0          | 1-0          | 3位         |  |
| 2008-09  | UEFAチャンピオンズリーグ           | グループF      | バイエルン・ミュンヘン           | 1-1          | 0-3          | 3位         |  |
| 2008-09  | UEFAカップ                         | ラウンド32     | アヤックス                       | 0-1          | 1-1          | 1-2         |  |
| 2009-10  | UEFAチャンピオンズリーグ           | プレーオフ     | スポルティングCP                 | 1-1          | 2-2          | 3-3 (a)     |  |
| 2009-10  | UEFAチャンピオンズリーグ           | グループE      | リヨン                           | 1-0          | 0-1          | 1位         |  |
| 2009-10  | UEFAチャンピオンズリーグ           | グループE      | リヴァプール                     | 2-0          | 2-1          | 1位         |  |
| 2009-10  | UEFAチャンピオンズリーグ           | グループE      | デブレツェニ                     | 5-2          | 4-3          | 1位         |  |
| 2009-10  | UEFAチャンピオンズリーグ           | ラウンド16     | バイエルン・ミュンヘン           | 3-2          | 1-2          | 4-4 (a)     |  |
| 2013-14  | UEFAヨーロッパリーグ               | プレーオフ     | グラスホッパーズ                 | 0-1          | 2-1          | 2-2 (a)     |  |
| 2013-14  | UEFAヨーロッパリーグ               | グループE      | パソス・デ・フェレイラ           | 3-0          | 0-0          | 1位         |  |
| 2013-14  | UEFAヨーロッパリーグ               | グループE      | ドニプロ                         | 2-1          | 2-1          | 1位         |  |
| 2013-14  | UEFAヨーロッパリーグ               | グループE      | パンドゥリイ                     | 3-0          | 2-1          | 1位         |  |
| 2013-14  | UEFAヨーロッパリーグ               | ラウンド32     | エスビャウ                       | 1-1          | 3-1          | 4-2         |  |
| 2013-14  | UEFAヨーロッパリーグ               | ラウンド16     | ユヴェントス                     | 0-1          | 1-1          | 1-2         |  |
| 2014-15  | UEFAヨーロッパリーグ               | グループK      | ギャンガン                       | 3-0          | 2-1          | 1位         |  |
| 2014-15  | UEFAヨーロッパリーグ               | グループK      | ディナモ・ミンスク               | 1-2          | 3-0          | 1位         |  |
| 2014-15  | UEFAヨーロッパリーグ               | グループK      | PAOK                             | 1-1          | 1-0          | 1位         |  |
| 2014-15  | UEFAヨーロッパリーグ               | ラウンド32     | トッテナム・ホットスパー         | 2-0          | 1-1          | 3-1         |  |
| 2014-15  | UEFAヨーロッパリーグ               | ラウンド16     | ローマ                           | 1-1          | 3-0          | 4-1         |  |
| 2014-15  | UEFAヨーロッパリーグ               | 準々決勝       | ディナモ・キーウ                 | 2-0          | 1-1          | 3-1         |  |
| 2014-15  | UEFAヨーロッパリーグ               | 準決勝         | セビージャ                       | 0-2          | 0-3          | 0-5         |  |
| 2015-16  | UEFAヨーロッパリーグ               | グループI      | バーゼル                         | 1-2          | 2-2          | 2位         |  |
| 2015-16  | UEFAヨーロッパリーグ               | グループI      | ベレネンセス                     | 1-0          | 4-0          | 2位         |  |
| 2015-16  | UEFAヨーロッパリーグ               | グループI      | レフ・ポズナン                   | 1-2          | 2-0          | 2位         |  |
| 2015-16  | UEFAヨーロッパリーグ               | ラウンド32     | トッテナム・ホットスパー         | 1-1          | 0-3          | 1-4         |  |
| 2016-17  | UEFAヨーロッパリーグ               | グループJ      | PAOK                             | 2-3          | 0-0          | 1位         |  |
| 2016-17  | UEFAヨーロッパリーグ               | グループJ      | カラバフ                         | 5-1          | 2-1          | 1位         |  |
| 2016-17  | UEFAヨーロッパリーグ               | グループJ      | スロヴァン・リベレツ             | 3-0          | 3-1          | 1位         |  |
| 2016-17  | UEFAヨーロッパリーグ               | ラウンド32     | ボルシアMG                       | 2-4          | 1-0          | 3-4         |  |
| 2022-23  | UEFAヨーロッパカンファレンスリーグ | プレーオフ     | トゥウェンテ                     | 2-1          | 0-0          | 2-1         |  |
| 2022-23  | UEFAヨーロッパカンファレンスリーグ | グループA      | RFS                              | 1-1          | 3-0          | 2位         |  |
| 2022-23  | UEFAヨーロッパカンファレンスリーグ | グループA      | イスタンブール・バシャクシェヒル | 2-1          | 0-3          | 2位         |  |
| 2022-23  | UEFAヨーロッパカンファレンスリーグ | グループA      | ハート・オブ・ミドロシアン       | 5-1          | 3-0          | 2位         |  |
| 2022-23  | UEFAヨーロッパカンファレンスリーグ | 決勝プレーオフ | ブラガ                           | 3-2          | 4-0          | 7-2         |  |
| 2022-23  | UEFAヨーロッパカンファレンスリーグ | ラウンド16     | スィヴァススポル                 | 1-0          | 4-1          | 5-1         |  |
| 2022-23  | UEFAヨーロッパカンファレンスリーグ | 準々決勝       | レフ・ポズナン                   | 2-3          | 4-1          | 6-4         |  |
| 2022-23  | UEFAヨーロッパカンファレンスリーグ | 準決勝         | バーゼル                         | 1-2          | 3-1          | 4-3         |  |
| 2022-23  | UEFAヨーロッパカンファレンスリーグ | 決勝           | ウェストハム                     | 1-2          | 1-2          | 準優勝      |  |
| 2023-24  | UEFAヨーロッパカンファレンスリーグ | プレーオフ     | ラピード・ウィーン               | 2-0          | 0-1          | 2-1         |  |
| 2023-24  | UEFAヨーロッパカンファレンスリーグ | グループF      | ヘンク                           | 2-1          | 2-2          | 1位         |  |
| 2023-24  | UEFAヨーロッパカンファレンスリーグ | グループF      | フェレンツヴァーロシュ           | 2-2          | 1-1          | 1位         |  |
| 2023-24  | UEFAヨーロッパカンファレンスリーグ | グループF      | チュカリチュキ                   | 6-0          | 1-0          | 1位         |  |
| 2023-24  | UEFAヨーロッパカンファレンスリーグ | ラウンド16     | マッカビ・ハイファ               | 1-1          | 4-3          | 5-4         |  |
| 2023-24  | UEFAヨーロッパカンファレンスリーグ | 準々決勝       | ヴィクトリア・プルゼニ           | 2-0 (AT)     | 0-0          | 2-0         |  |
| 2023-24  | UEFAヨーロッパカンファレンスリーグ | 準決勝         | クラブ・ブルッヘ                 | 3-2          | 1-1          | 4-3         |  |
| 2023-24  | UEFAヨーロッパカンファレンスリーグ | 決勝           | オリンピアコス                   | 0-1 (AT)     | 0-1 (AT)     | 準優勝      |  |

## 現所属メンバー
セリエA 2024-25シーズン 開幕フォーメーション
2025年2月4日現在
注：選手の国籍表記はFIFAの定めた代表資格ルールに基づく。
| No. | Pos. |              | 選手名                       |
| --- | ---- | ------------ | ---------------------------- |
| 1   | GK   | イタリア     | ピエトロ・テラッチアーノ     |
| 2   | DF   | ブラジル     | ドド ★                       |
| 3   | DF   | イタリア     | クリスティアーノ・ビラーギ   |
| 4   | MF   | イタリア     | エドアルド・ボーヴェ         |
| 5   | DF   | クロアチア   | マリン・ポングラチッチ ()    |
| 6   | DF   | イタリア     | ルカ・ラニエリ               |
| 8   | MF   | イタリア     | ロランド・マンドラゴラ       |
| 9   | FW   | アルゼンチン | ルーカス・ベルトラン ()      |
| 10  | FW   | アイスランド | アルベルト・グズムンドソン ★ |
| 15  | DF   | イタリア     | ピエトロ・コムッツォ         |
| 17  | FW   | イタリア     | ニコロ・ザニオーロ           |
| 18  | DF   | スペイン     | パブロ・マリ                 |
| 20  | FW   | イタリア     | モイーズ・キーン ()          |

| No. | Pos. |              | 選手名                      |
| --- | ---- | ------------ | --------------------------- |
| 21  | MF   | ドイツ       | ロビン・ゴセンス ()         |
| 22  | DF   | アルゼンチン | マティアス・モレノ ★        |
| 23  | MF   | イタリア     | アンドレア・コルパーニ      |
| 24  | MF   | モロッコ     | アミル・リシャルドソン ()   |
| 27  | MF   | イタリア     | シェール・エンドゥール ()   |
| 29  | MF   | フランス     | ヤシン・アドリ ()           |
| 30  | GK   | イタリア     | トンマーゾ・マルティネッリ  |
| 32  | MF   | イタリア     | ダニーロ・カタルディ        |
| 43  | GK   | スペイン     | ダビド・デ・ヘア            |
| 44  | MF   | イタリア     | ニコロ・ファジョーリ        |
| 65  | DF   | イタリア     | ファビアーノ・パリージ      |
| 90  | MF   | イタリア     | マイケル・フォロルンショ () |

括弧内の国旗はその他の保有国籍を、星印はEU圏外選手を示す。
監督
- ラッファエレ・パッラディーノ

### ローン移籍
in
注：選手の国籍表記はFIFAの定めた代表資格ルールに基づく。
| No. | Pos. |          | 選手名                                |
| --- | ---- | -------- | ------------------------------------- |
| 4   | MF   | イタリア | エドアルド・ボーヴェ (ローマ)         |
| 21  | MF   | ドイツ   | ロビン・ゴセンス (ウニオン・ベルリン) |
| 23  | MF   | イタリア | アンドレア・コルパーニ (モンツァ)     |
| 29  | MF   | フランス | ヤシン・アドリ (ミラン)               |
| 32  | MF   | イタリア | ダニーロ・カタルディ (ラツィオ)       |

| No. | Pos. |              | 選手名                                |
| --- | ---- | ------------ | ------------------------------------- |
| 44  | MF   | イタリア     | ニコロ・ファジョーリ (ユヴェントス)   |
| 90  | MF   | イタリア     | マイケル・フォロルンショ (ナポリ)     |
| 10  | FW   | アイスランド | アルベルト・グズムンドソン (ジェノア) |
| 17  | FW   | イタリア     | ニコロ・ザニオーロ (ガラタサライ)     |

out
注：選手の国籍表記はFIFAの定めた代表資格ルールに基づく。
| No. | Pos. |            | 選手名                                      |
| --- | ---- | ---------- | ------------------------------------------- |
| --  | GK   | デンマーク | オリヴァー・クリステンセン (サレルニターナ) |
| --  | DF   | イタリア   | ロレンツォ・ルッケージ (ヴェネツィア)       |
| --  | DF   | ルーマニア | エドゥアルド・ドゥトゥ (ピネート)           |
| --  | DF   | イタリア   | エドアルド・ピエロッツィ (ペスカーラ)       |
| --  | DF   | イタリア   | ブルーノ・プラティ (ゼニス・プラート)       |
| --  | DF   | イタリア   | ダヴィデ・ジェンティーレ (サレルニターナ)() |
| --  | DF   | ブルガリア | ディモ・クラステフ (テルナーナ)             |
| --  | MF   | モロッコ   | ソフィアン・アムラバト (フェネルバフチェ)() |
| --  | MF   | イタリア   | ロレンツォ・アマトゥッチ (サレルニターナ)   |
| --  | MF   | イタリア   | アレッサンドロ・ビアンコ (モンツァ)         |
| --  | MF   | イタリア   | コンスタンティノ・ファヴァスーリ (バーリ)   |

| No. | Pos. |                  | 選手名                                       |
| --- | ---- | ---------------- | -------------------------------------------- |
| --  | MF   | チェコ           | アントニン・バラーク (カスムパシャ)          |
| --  | MF   | アルゼンチン     | ジーノ・インファンティーノ (アル・アイン) () |
| --  | MF   | モロッコ         | アブデルハミド・サビリ (アル・タアーウン) () |
| --  | FW   | アンゴラ         | ムバラ・エンゾラ (RCランス)()                |
| --  | FW   | アルゼンチン     | ニコラス・ゴンサレス (ユヴェントス)()        |
| --  | FW   | イタリア         | フィリッポ・ディ・ステファノ (フロジノーネ)  |
| --  | FW   | アルバニア       | エルヨン・トチ (プロ・パトリア)              |
| --  | FW   | イタリア         | リッカルド・ソッティル (ミラン)              |
| --  | FW   | クロアチア       | ヨシプ・ブレカロ (カスムパシャ)              |
|     | FW   | コートジボワール | クリスティアン・クアメ (エンポリ) ()         |
| --  | FW   | フランス         | ジョナタン・イコネ (コモ) ()                 |

## 歴代会長
- アンドレア・デッラ・ヴァッレ
- ディエゴ・デッラ・ヴァッレ
- ヴィットーリオ・チェッキ・ゴーリ
- マリオ・チェッキ・ゴーリ
- ネッロ・バリーニ
- エンリコ・ロジノッティ

## 歴代監督
| 氏名                           | 国籍         | 期間                 |
| ------------------------------ | ------------ | -------------------- |
| ジャンカルロ・デ・システィ     | イタリア     | 1981-1985            |
| スヴェン＝ゴラン・エリクソン   | スウェーデン | 1987-1989            |
| セバスティアン・ラザロニ       | ブラジル     | 1990-1992            |
| ルイージ・ラディーチェ         | イタリア     | 1992                 |
| アルド・アグロッピ             | イタリア     | 1992-1993            |
| クラウディオ・ラニエリ         | イタリア     | 1993-1997            |
| アルベルト・マレザーニ         | イタリア     | 1997                 |
| ジョバンニ・トラパットーニ     | イタリア     | 1998-2000            |
| ファティ・テリム               | トルコ       | 2000-2001            |
| ロベルト・マンチーニ           | イタリア     | 2001-2002            |
| オッタヴィオ・ビアンキ         | イタリア     | 2002                 |
| ピエトロ・ヴィエルコウッド     | イタリア     | 2002.8.10-2002.10.29 |
| アルベルト・カヴァジン         | イタリア     | 2002.10.29-2004.2.10 |
| エミリアーノ・モンドニコ       | イタリア     | 2004.2.12-2004.10.25 |
| セルジョ・ブーゾ               | イタリア     | 2004.10.25-2005.1.24 |
| ディノ・ゾフ                   | イタリア     | 2005.1.24-2005.6.7   |
| チェーザレ・プランデッリ       | イタリア     | 2005.6.7-2010.6.3    |
| シニシャ・ミハイロヴィチ       | セルビア     | 2010.6.3-2011.11.7   |
| デリオ・ロッシ                 | イタリア     | 2011.11.7-2012.5.2   |
| ヴィンチェンツォ・グエリーニ   | イタリア     | 2012.5.3-2012.6.10   |
| ヴィンチェンツォ・モンテッラ   | イタリア     | 2012.6.11-2015.6.8   |
| パウロ・ソウザ                 | ポルトガル   | 2015.6.21-2017.6.6   |
| ステファノ・ピオリ             | イタリア     | 2017.6.6-2019.4      |
| ヴィンチェンツォ・モンテッラ   | イタリア     | 2019.4.10-2019.12.21 |
| ジュゼッペ・イアキーニ         | イタリア     | 2019.12.23-2020.11.9 |
| チェーザレ・プランデッリ       | イタリア     | 2020.11.9-2021.3.23  |
| ジュゼッペ・イアキーニ         | イタリア     | 2021.3.24-2021.5.25  |
| ジェンナーロ・ガットゥーゾ     | イタリア     | 2021.5.25-2021.6.17  |
| ヴィンチェンツォ・イタリアーノ | イタリア     | 2021.7.1-2024.6.3    |
| ラッファエレ・パッラディーノ   | イタリア     | 2024.6.5-            |

## 殿堂入り選手一覧
| - ジャンカルロ・アントニョーニ - クルト・ハムリン - ジュゼッペ・キャッペッラ - ヴィットリオ・スタッチョーネ - マリオ・ピッツオーラ - ジュゼッペ・ブリージ - クリスティアン・リガノ - ジョバンニ・ガッリ - イターロ・バンディーニ - ステファノ・ボルゴノーボ - ジャンカルロ・デ・システィ - ジュリアーノ・サルティ | - アドリコ・マグニーニ - アルベルト・オルッアン - ジュゼッペ・ヴィルジーリ - ジュリオ・ボテーリョ - アルマンド・セガート - クラウィオ・メーロ - レンッオ・コントラット - ガブリエル・バティストゥータ - ロドルフォ・ボルク - エンッオ・ロボッティ - フランチェコ・ロゼッタ | - ユーゴ・フェランテ - エンリコ・キエーザ - ドゥンガ - エンリコ・アルベルトージ - ダヴィデ・アストーリ - ダニエル・ベルトーニ - ジャンカルロ・ガルディオーロ - マリオ・マラスキ - セルジオ・カステレッティ - モレノ・ロッジ - フランチェスコ・グラツィアーニ |

## 歴代所属選手

### GK
| - ロレンツォ・ブッフォン - エンリコ・アルベルトージ - パオロ・コンティ - ジョバンニ・ガッリ 1977-1986 - フランチェスコ・トルド 1993-2001 - ヴァレリオ・フィオーリ 1997-1998 - ジュゼッペ・タリアラテーラ 1999-2002 - マルコ・ストラーリ | - アレクサンダー・マンニンガー - ボグダン・ロボンツ - グスタボ・ムヌア - アルトゥール・ボルツ - セバスティアン・フレイ - エミリアーノ・ヴィヴィアーノ - ノルベルト・ネト - アルバン・ラフォン - バルトウォミェイ・ドロンゴフスキ |  |

### DF
| - アントネッロ・クックレドゥ - チェレステ・ピン - アルド・マルデラ - ピエトロ・ヴィエルコウッド 1981-1982 - ダニエル・パサレラ 1982-1986 - アメデオ・カルボーニ 1983-1984 - クラウディオ・ジェンティーレ 1984-1987 - セルジオ・バティスティーニ 1985-1990 - アルベルト・ディ・キアーラ 1986-1991 - グレン・ヒーセン 1987-1989 - ダニエレ・カルラッシャーリ 1992-1997 - アルド・フィリカーノ 1996-2001 | - パスクアーレ・パダリーノ 1995-2000 - ジュリオ・ファルコーネ 1996-1999 - モレノ・トリチェッリ 1998-2002 - ダニエレ・アダーニ 1999-2002 - ジュゼッペ・パンカロ 2005-2006 - トマーシュ・ジェプカ - マッシモ・オッド - ルチアーノ・ザウリ - トマーシュ・ウイファルシ - ペア・クロルドルップ - フェデリコ・バルザレッティ - マヌエル・パスクアル - ミケーレ・パツィエンツァ - マッティア・カッサーニ - ホセ・マリア・バサンタ | - ゴンサロ・ロドリゲス - ジョルジョ・キエッリーニ - フェリペ - ダヴィデ・アストーリ - ファクンド・ロンカリア - ロレンツォ・デ・シルヴェストリ - マイカ・リチャーズ - マルコス・アロンソ - ステファン・サヴィッチ |

### MF
| - グンナー・グレン 1953-1955 - ジャンカルロ・デ・システィ 1964-1975 - ネヴィオ・スカラ 1971-1973 - ジャンカルロ・アントニョーニ 1972-1987 - アントニオ・ディ・ジェンナロ 1976-1980 - ガブリエーレ・オリアーリ 1983-1987 - ソクラテス 1984-1985 - ニコラ・ベルティ 1985-1988 - ドゥンガ 1988-92 - レナート・ブーゾ 1989-1991 - マジーニョ 1991-1992 - ディエゴ・フゼール 1990-1991 - シュテファン・エッフェンベルク 1992-1994 - ファブリツィオ・ディ・マウロ 1992-1995 - アンセルモ・ロヴィアーティー 1993-1999, 2000 - ジョヴァンニ・テデスコ 1993-1995 - ルイ・コスタ 1994-2001 - アンジェロ・カルボーネ 1994-1995 - ジョヴァンニ・ピアチェンティーニ 1995-1998 - ステファン・シュヴァルツ 1995-1998 - クリスティアン・アモローゾ 1996-2002 - アンドレイ・カンチェルスキス 1996-1998 - ドメニコ・モルフェオ 1997 - ヨルク・ハインリヒ 1998-2002 | - ギジェルモ・アモール 1998-2000 - アンジェロ・パロンボ 1998-2002 - アンジェロ・ディ・リービオ 1999-2005 - ファビオ・ロッシート 2000-2002 - クリスティアン・マンフレディーニ 2003-2004 - ジャンニ・ギグー 2004-2006 - マルティン・ヨルゲンセン 2004-2010 - 中田英寿 2004-2006 - エンツォ・マレスカ 2004-2005 - ハイメ・バルデス 2004-2005 - ステファノ・フィオーレ 2005-2006 - クリスティアン・ブロッキ 2005-2007 - リッカルド・モントリーヴォ 2005-2012 - マルコ・ドナデル 2005-2011 - ファビオ・リヴェラーニ 2006-2008 - マヌエレ・ブラージ 2006-2007 - マリオ・サンターナ 2006-2011 - フランコ・セミオーリ 2007-2009 - フアン・マヌエル・バルガス 2008-2015 - フェリペ・メロ 2008-2009 - クリスティアーノ・ザネッティ 2009-2011 - マルコ・マルキオンニ 2009-2012 - ダビド・ピサーロ 2012-2015 - マッシモ・アンブロジーニ 2013-2014 - ホアキン・サンチェス 2013-2015 | - アルベルト・アクイラーニ 2012-2015 - ボルハ・バレロ 2012-2017, 2020-2021 - モハメド・シソッコ - マリオ・ボラッティ - ヴァロン・ベーラミ - ヤクブ・ブワシュチコフスキ - マティアス・フェルナンデス - マリオ・スアレス - ズドラヴコ・クズマノヴィッチ - アンデルソン - マルコ・マリン |

### FW
| - クルト・ハムリン 1958-1967 - フアン・セミナリオ 1962-1964 - ピエリーノ・プラティ 1977-1978 - フランチェスコ・グラツィアーニ 1981-1983 - ダニエル・ベルトーニ 1981-1984 - ダニエレ・マッサーロ 1981-1986 - ロベルト・バッジョ 1985-1990 - ラモン・ディアス 1986-1988 - ステファーノ・ボルゴノーヴォ 1988-89, 1990-1992 - マリウス・ラカトゥシュ 1990-1991 - ガブリエル・バティストゥータ 1991-1999 - ブライアン・ラウドルップ 1992-1993 - フランチェスコ・バイアーノ 1992-1997 - フランチェスコ・フラーキ 1993-1999 - ルイス・オリヴェイラ 1996-1999 - エジムンド 1997-1999 - アベル・バルボ 1999-2000 - エンリコ・キエーザ 1999-2002 | - プレドラグ・ミヤトヴィッチ 1999-2000 - ヌーノ・ゴメス 2000-2002 - マウリツィオ・ガンツ 2001-2002 - アドリアーノ 2002 - ファビオ・クアリャレッラ 2002-2003 - アレッサンドロ・ディアマンティ 2002-2003, 2015 - ハビエル・ポルティージョ 2004-2005 - ファブリツィオ・ミッコリ 2004-2005 - ルカ・トーニ 2005-2007 - ジャンパオロ・パッツィーニ 2005-2009 - ヴァレリ・ボジノフ 2005-2007 - アドリアン・ムトゥ 2006-2011 - パブロ・オスヴァルド 2007-2009 - クリスティアン・ヴィエリ 2007-2008 - アルベルト・ジラルディーノ 2008-2012, 2015 | - ステヴァン・ヨヴェティッチ 2008-2013 - アレッシオ・チェルチ 2010-2012 - アデム・リャイッチ 2010-2013 - フアン・クアドラード 2012-2015 - アマウリ 2012 - マリオ・ゴメス 2013-2016 - ジュゼッペ・ロッシ 2013-2017 - ヨシップ・イリチッチ 2013-2017 - アレッサンドロ・マトリ 2014 - フェデリコ・ベルナルデスキ 2014-2017 - ニコラ・カリニッチ 2015-2018 - モハメド・サラー 2015 - フェデリコ・キエーザ 2016-2022 - ニコラス・ゴンサレス 2021- |

## 近年の歴代キャプテン
- クリスティアーノ・ビラーギ 2021-
- ヘルマン・ペッセージャ 2018-2021
- ミラン・バデリ 2018
- ダヴィデ・アストーリ 2016-2018
- マヌエル・パスクアル 2012-2016
- アレッサンドロ・ガンベリーニ 2011.7-2012.7
- リッカルド・モントリーヴォ 2010.2-2011.7
- ダリオ・ダイネッリ 2005-2010.1
- ルカ・アリアッティ 2004-2005
- アンジェロ・ディ・リービオ 2001-2004
- ルイ・コスタ 2000-2001
- ガブリエル・バティストゥータ 1995-2000
- フランチェスコ・バイアーノ 1994-1995
- シュテファン・エッフェンベルク 1993-1994

## ユニフォーム
| 年度      | メーカー | 胸 スポンサー                |
| --------- | -------- | ---------------------------- |
| 1993      | lotto    | 7up                          |
| 1994      | Uhlsport | 7up                          |
| 1995      | Uhlsport | SAMMONTANA                   |
| 1996-1997 | Reebok   | SAMMONTANA                   |
| 1998-1999 | FILA     | Nintendo                     |
| 2000      | FILA     | TOYOTA                       |
| 2001      | DIADORA  | TOYOTA                       |
| 2002      | MIZUNO   | TOYOTA                       |
| 2003      | MIZUNO   | Fondiaria-Sai                |
| 2004      | Adidas   | Fondiaria-Sai                |
| 2005      | Adidas   | TOYOTA                       |
| 2006–2010 | lotto    | TOYOTA                       |
| 2011      | lotto    | Save The Children            |
| 2012      | lotto    | MAZDA                        |
| 2013-2014 | Joma     | MAZDA                        |
| 2015      | Joma     | Volkswagen Save The Children |
| 2016      | Le Coq   | Volkswagen Save The Children |
| 2017-     | Le Coq   | Folletto                     |

## 注
1. ↑  クラブは2002年に倒産を経験しており、厳密に言えば1926年に創設されたクラブと現在のクラブは別組織であるが、現在のクラブが前身となったクラブの商標権を継承していること、2002年に倒産したクラブの最後の主将だった人物が2002年に創設されたクラブの最初の主将でもあったことなどから、本項ではこの二つのクラブをまとめて解説する。
2. ↑  “ヴィオラクラブ・ジャパン”. violaclubkyoto.fc2web.com. 2024年5月29日閲覧。
3. ↑  ウェプページの最終更新日が2005年1月であり活動しているとは言い難い。
4. 1 2  “La Storia della Fiorentina”. ACF Fiorentina - Official Site (2006年1月23日). 2008年5月25日閲覧。
5. 1 2  ラフガイド社『欧州サッカー60都市現地観戦ハンドブック2000 ヨーロピアンフットボール』（ダイナゲイト、2000年）
6. ↑  https://www.rsssf.org/tablesi/ital31.html
7. ↑  https://www.rsssf.org/tablesi/ital32.html
8. ↑  https://www.rsssf.org/tablesi/ital56.html
9. ↑  “HALL OF FAME - LUIGI RADICE” (イタリア語).   ACモンツア. 2022年3月28日閲覧。
10. ↑  https://www.rsssf.org/tablesi/ital93.html
11. ↑  “偉大なストライカーになる秘訣は？元アルゼンチン代表FWバティストゥータ氏が明かした答えとは…”. DAZN (2023年1月12日). 2023年3月18日閲覧。
12. ↑  “問題児FWが“首位争い中にサンバ帰国”、ネイマールも怒られた…ブラジル人の「カーニバル愛」がフットボール級にアツすぎなワケ”. ナンバー (2023年2月21日). 2023年3月18日閲覧。
13. ↑  https://www.rsssf.org/tablesi/ital99.html
14. ↑  “Enrico Chiesa, il bomber di Mignanego che faceva impazzire i difensori”. GOAL (2022年12月29日). 2023年9月15日閲覧。
15. ↑  “Predrag Mijatovic, dal discusso goal alla Juventus all'avventura con la Fiorentina”. GOAL (2023年1月19日). 2023年9月15日閲覧。
16. ↑  “中田英寿とヴィオラの再出発 - 悲劇、そして王国復興へ - 思わぬセリエB昇格 巨額の投資でチーム強化”. CALCIO 2002. 2008年5月25日閲覧。 [リンク切れ]
17. ↑  二人はいずれもアタランタ育ちで同じ年にフィオレンティーナに移籍したこと、背丈や顔立ちも似ていることから、ティフォージの間ではまとめて「パッツォリーヴォPazzolivo」との愛称で呼ばれる存在である。
18. ↑  フィオレンティーナがミハイロビッチを解任 - Goal.com
19. ↑  フィオレンティーナ、残り２戦はグエリーニ氏が指揮　殴られた選手は謝罪
20. ↑  フィオレンティーナ、バーゼルと契約解消のP・ソウザが新監督に就任Goal、2015年6月22日
21. ↑  主力退団が相次ぐフィオレンティーナ…正守護神がナントへ移籍 SOCCERKING (2017/07/28)
22. ↑  “フィオレンティーナの主将が31歳の若さで急死…4日開催予定のセリエA全試合が延期”.  ワールドサッカーキング (2018年3月5日). 2018年3月21日閲覧。
23. ↑  Co.,Ltd, livedoor (2023年6月8日). “ECLの2代目王者はウェストハム！ 90分にボーウェンが勝ち越し弾、フィオレンティーナを破る”. サッカーキング. 2025年2月5日閲覧。
24. ↑  Co.,Ltd, livedoor (2024年5月30日). “オリンピアコス、延長終盤の劇的弾でECL初優勝！ フィオレンティーナは2年連続決勝で涙”. サッカーキング. 2025年2月5日閲覧。